# Giuliana Davidoff
Giuliana P. Davidoff é uma matemática americana especializada em teoria dos números e gráficos expansores. Ela é a professora de matemática Robert L. Rooke e a chair de matemática e estatística no Mount Holyoke College.

## Educação e carreira
Davidoff é graduada pelo Rollins College. Ela concluiu o seu doutoramento em 1984 na New York University, com Peter Sarnak como seu orientador de doutoramento; a sua dissertação foi Propriedades estatísticas de certas somas exponenciais.

## Livros
Davidoff é co-autora de:
- Teoria elementar dos números, teoria dos grupos e gráficos de Ramanujan (com Peter Sarnak e Alain Valette, 2003)[3]
- The Geometry of Numbers (com Carl D. Olds e Anneli Cahn Lax, 2001)[4]
- Laboratories in Mathematical Experimentation: A Bridge to Higher Mathematics (1997)[5]